# Prvenstvo Hrvatske i Slavonije 1913-1914
Il Prvenstvo Hrvatske i Slavonije u nogometu 1913./14. (in lingua italiana Campionato di calcio di Croazia e Slavonia 1913-14), fu la seconda edizione del campionato di calcio croato e venne organizzato dalla Nogometni pododbor Hrvatskog športskog saveza ("sottocommissione calcistica della Federazione sportiva croata").
Si svolse nel Regno di Croazia e Slavonia, all'epoca parte dell'Impero austro-ungarico.

## Avvenimenti
La stagione precedente si era interrotta in anticipo, con il ritiro di HAŠK, Concordia e Građanski per protesta contro la Federcalcio croata (HŠS).
Per questo motivo nella parte autunnale del 1913 non venne disputata nessuna gara. Solo il 17 gennaio 1914 gli animi si placarono, Concordia e Građanski rientrarono nella HŠS, mentre il solo HAŠK rimase coerente con la decisione presa l'anno precedente, e non prese parte al campionato.

Nella gara del 5 maggio 1914, il Građanski perse in casa contro il Viktorija per 2-3, ma, convinto di aver subito un torto da parte dell'arbitro (il sig. Pandaković avrebbe convalidato due reti irregolari), fece prendere alla dirigenza del Građanski di ritirarsi dal campionato il 17 maggio.

Durante l'estate furono avviate nuove trattative far rientrare il club nel campionato, ma la mobilitazione generale del 31 luglio (era iniziata la prima guerra mondiale) interruppe ogni competizione ufficiale.

## Formula e partecipanti
Le squadre avrebbero dovuto disputare un girone unico con gare di andata e ritorno. Il campione avrebbe dovuto essere la squadra che raccolse più punti (2 punti a vittoria, 1 punto per il pareggio e 0 per la sconfitta). Tutte le gare erano disputate allo stadio del Concordia, oggi noto come Stadio Kranjčevićeva.
A partecipare furono solo squadre di Zagabria:
- Prvi hrvatski Građanski športski klub
- Hrvatski športski klub Atena
- Atletski športski klub Croatia
- Hrvatski športski klub Concordia
- Hrvatski tipografski športski klub
- Hrvatski športski klub Ilirija
- Zagrebački športski klub Viktorija
- Hrvatski trgovački športski klub

## Classifica
|  | Pos. | Squadra              | Pt | G | V | N | P | GF | GS | QR    |
|  | ---- | -------------------- | -- | - | - | - | - | -- | -- | ----- |
|  | 1.   | Concordia Zagabria   | 10 | 6 | 5 | 0 | 1 | 33 | 9  | 3,666 |
|  | 2.   | Tipografski Zagabria | 6  | 4 | 2 | 2 | 0 | 13 | 5  | 2,600 |
|  | 3.   | Viktorija Zagabria   | 6  | 5 | 2 | 2 | 1 | 13 | 12 | 1,083 |
|  | 4.   | Croatia Zagabria     | 4  | 4 | 1 | 2 | 1 | 7  | 7  | 1,000 |
|  | 5.   | Ilirija Zagabria     | 3  | 3 | 0 | 0 | 3 | 4  | 9  | 0,444 |
|  | 6.   | Atena Zagabria       | 0  | 1 | 0 | 0 | 1 | 1  | 7  | 0,142 |
|  | 7.   | Trgovački Zagabria   | 0  | 2 | 0 | 0 | 2 | 1  | 22 | 0,045 |
|  | Rit. | Građanski Zagabria   | 0  | 1 | 0 | 0 | 1 | 2  | 3  | 0,666 |

## Risultati
|             | Con  | Tip  | Vik  | Ili  | Cro  | Trg  | Ate  | Gra  |
| ----------- | ---- | ---- | ---- | ---- | ---- | ---- | ---- | ---- |
| Concordia   | –––– | -    | 3-2  | 3-1  | 5-2  | 10-1 | -    | -    |
| Tipografski | -    | –––– | 3-2  | -    | -    | -    | -    | -    |
| Viktorija   | -    | -    | –––– | -    | -    | -    | -    | 3-2  |
| Ilirija     | -    | -    | -    | –––– | -    | -    | -    | -    |
| Croatia     | 3-0  | -    | -    | -    | –––– | -    | -    | -    |
| Trgovački   | 0-12 | -    | -    | -    | -    | –––– | -    | -    |
| Atena       | -    | -    | -    | -    | -    | -    | –––– | -    |
| Građanski   | -    | -    | -    | -    | -    | -    | -    | –––– |